# San Callisto
San Callisto ist eine kleine Kirche im römischen Stadtteil Trastevere in Nachbarschaft zur Piazza von Santa Maria in Trastevere. Sie trägt das Patrozinium des heiligen Papstes und Märtyrers Kalixt I. und hat den Rang einer Titelkirche.

## Geschichte
Die heutige barocke Saalkirche San Callisto wurde 1610 nach dem Entwurf von Orazio Torriani errichtet.
Ort und Bauwerk sind verbunden mit der Überlieferung vom Martyrium des heiligen Kalixt. Bei Giuseppe Vasi heißt es (1761):
An dieser Stelle befand sich das Haus des römischen Patriziers Pontianus, wohin der heilige Papst [Kalixt] sich in der Zeit der Verfolgung der Kirche häufig mit anderen Gläubigen zurückzog, um zu beten und um die zu taufen, die sich zum Glauben bekehrten. Nachdem der Heilige nun verhaftet und heftig geschlagen worden war, wurde er mit einem Stein am Hals in den Brunnen geworfen, der sich in dem Haus befand und der bis heute in der kleinen Kirche erhalten ist, die, von Gregor III. im Jahr 741 erneuert, noch jetzt eher einer Kapelle als einer Kirche gleicht. Von Paul V. wurde sie den Benediktinern überlassen, zusammen mit dem bereits von Kardinal Morone nach den Plänen von Orazio Torrigiani errichteten Palazzo, in dem sie ein schönes Kloster eingerichtet haben, um dort zu wohnen, wenn sie sich nicht im Kloster bei Sankt Paul vor den Mauern aufhalten können, und zwar als Ersatz für das Kloster, das sie auf dem Quirinal besaßen, dort wo jetzt der päpstliche Palast steht.

## Architektur
San Callisto ist ein einschiffiger Bau ohne Turm. Die nach Osten weisende Portalfront zeigt in schlichten Formen die klassische Fassadenordnung des römischen Barock.